# Dmitri Michailowitsch Dobroskok
Dmitri Michailowitsch Dobroskok (russisch Дмитрий Михайлович Доброскок; * 1. März 1984 in Busuluk) ist ein russischer Wasserspringer.
Dmitri Dobroskok nahm erstmals 2004 an Olympischen Spielen teil. In Athen belegte er mit Partner Gleb Galperin den sechsten Platz im Synchronspringen und wurde zudem Elfter im Einzelwettbewerb. Bei den Weltmeisterschaften 2005 in Montreal gewann er im Synchronspringen die Goldmedaille und belegte im Einzel Rang fünf. Zwei Jahre später in Melbourne verschlechterte sich das Doppel um einen Platz und gewann Silber, im Einzel verbesserte sich Dobroskok um einen Rang und wurde Vierter. In der Grand-Prix-Serie gewann er seit 2005 fünf Springen und wurde je dreimal Zweiter und Dritter, jeweils im Synchronspringen. In der World Series war Platz zwei 2007 in Sheffield bestes Ergebnis. Größter Erfolg des Springers aus Busuluk wurde der Gewinn der Bronzemedaille bei den Olympischen Sommerspielen 2008 hinter den Doppeln Lin Yue und Huo Liang aus China und Patrick Hausding und Sascha Klein aus Deutschland.
Er ist der jüngere Bruder des ebenfalls erfolgreichen Wasserspringers Alexander Dobroskok (* 1982).